# سمیل‌علی
سمیل‌علی، روستایی است از توابع بخش مرکزی شهرستان تنگستان استان بوشهر ایران.

## جمعیت
این روستا در دهستان باغک قرار داشته و اکنون دارای ۹نفر جمعیت است